# 과일박
과일박(Pomace) 또는 포마스는 열매에서 주스나 기름을 짜기 위해 압착한 것으로, 과일 껍질, 과육, 씨앗, 줄기 등이 섞여있다.

## 활용
원재료로 만드는 식품에 대응되는 과일박을 이용한 변종을 만들기 위해 사용되거나, 과일박에서 펙틴이나 폴리페놀 같은 원재료를 추출하는데 사용한다.
포도박은 포도박 브랜디를 만드는데 사용되고, 올리브박은 포마스 올리브유를 만드는데 사용되기도 한다.
사료나 비료, 연료로 사용되기도 한다.

## 같이 보기
- 포마스 올리브유
- 깻묵